# 公共電視台

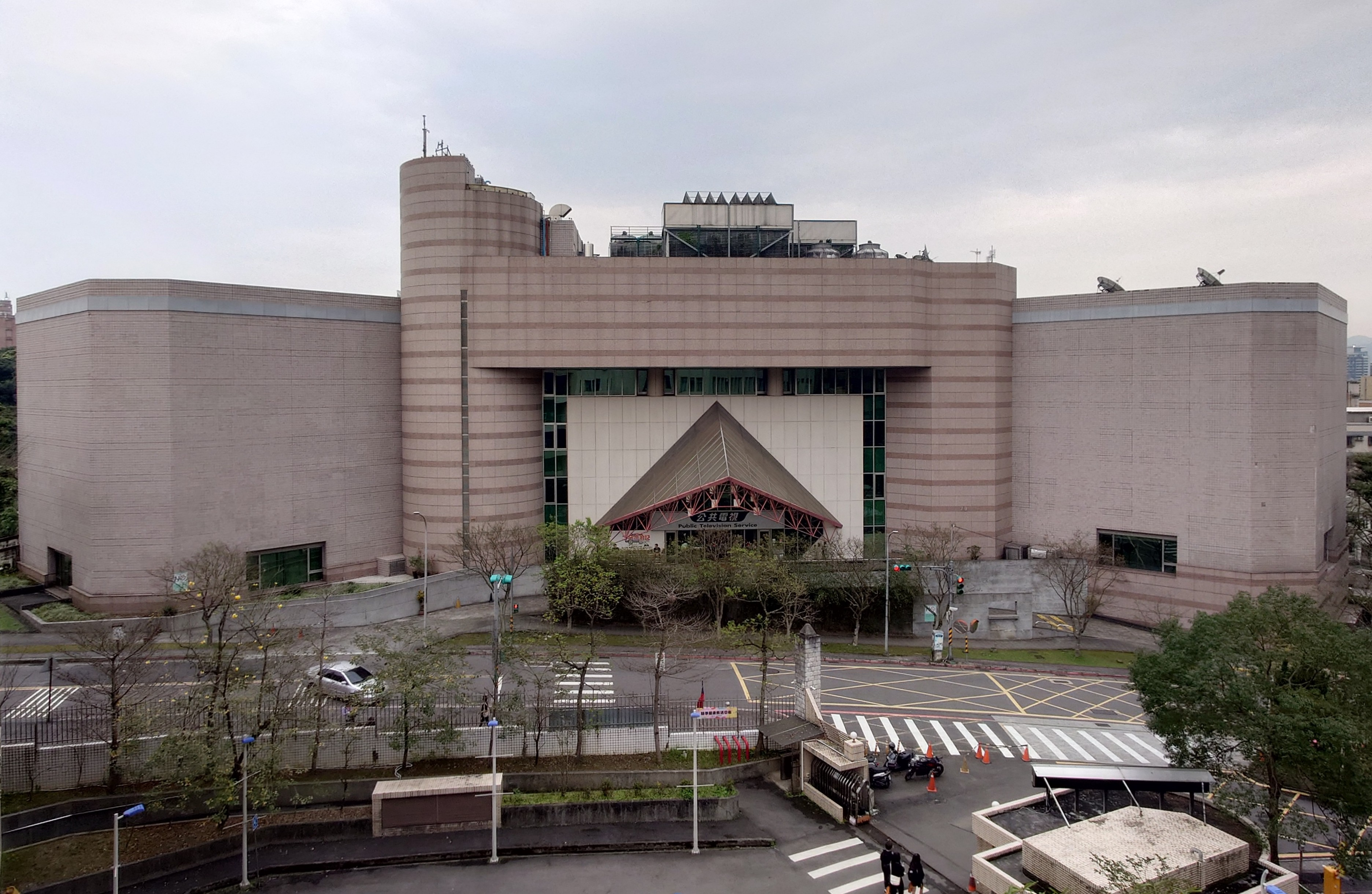
公共電視總部B棟大樓

- 關於其旗下的第一個頻道，請見「公視主頻」。
- 關於該電視台的經營機構，請見「公共電視文化事業基金會」。
- 關於公視成立前以「公共電視」名義製作的一系列電視節目，請見「公共電視節目」。
- 關於公視所屬的一個媒體集團，請見「台灣公共廣播電視集團」。
- 關於世界各地的公共廣播服務，請見「公共廣播」。
- 關於“公視”的其他用法，請見「公視 (消歧義)」。
- 關於美国一個公共媒體機構，請見「公共广播电视公司」。

公共電視台，通稱公共電視、公視、PTS，為臺灣6家無線電視臺之一，是中華民國政府依據《公共電視法》捐贈成立的公共媒體機構，由公視基金會經營。其於1990年開始籌備，至1998年7月1日正式開播，目前擁有5個電視頻道（另有MOD版本）及2個網路頻道。
公視基金會與中華電視公司（華視）在2006年7月1日共同組成臺灣公廣集團，是目前台灣唯一的公共媒體事業群。現今臺灣屬於公共服務性質的電視臺，除了公視與同為公廣集團成員的華視，還有隸屬於原文會的原住民族電視台（原視）。

## 歷史

### 緣起
1982年6月，行政院新聞局成立廣播電視未來發展研究委員會，邀請學者專家研究如何設立一個「公共電視節目製作中心」。最後決定：將公共電視節目委由電視臺、社團及有關文化、教育學術機構，或國內民間廣告、傳播業者承製，亦可選購國內外節目成品；週一至週五，每天播出三個公共電視節目，每個節目長度三十分鐘；週六及週日，每天播出一個公共電視節目，每個節目長度六十分鐘；分別利用原先的老三臺夜間聯播時段及夜晚收播後延長播出，作為公共電視節目時間。1983年，行政院新聞局提出「公共電視節目製作中心」計劃草案，但因經費過高、人力龐大而擱置。1984年2月，行政院新聞局國內新聞處設立公共電視節目製播小組（簡稱公視小組），向老三臺徵用時段播出公共電視節目。
1984年5月20日，第一個公共電視節目《大家來讀三字經》在中視開播。1986年12月，公視小組被併入廣播電視事業發展基金並改名為公共電視節目製播組（簡稱公視製播組），仍然徵用老三臺節目時段播出公共電視節目。1994年10月9日，廣電基金將製播公共電視節目之業務移交中華民國公共電視台籌備委員會（公視籌委會），但繼續委外製播廣電基金節目給老三臺播出。 公共電視節目與廣電基金節目都沒有專屬頻道播出，借用的時段經常被調動，影響觀眾收視權益。
公共電視節目與廣電基金節目的效果始終不彰，前中視董事長楚秋認為原因主要有三：
1. 公共電視節目仍係依附在老三臺的頻道上，觀眾不容易分辨何者為一般節目、何者為公共電視節目，依然憑觀眾直覺之興趣來選擇愛看的節目。
2. 公共電視節目穿插於一般電視節目之間播映，很難使觀眾留下記憶並準時收看。
3. 公共電視節目每次播出一個，形成孤軍奮鬥，無法產生持續力，更難有「以節目帶節目」、「以前段領後段」等電視節目收視慣性作用。

### 公視建臺方案討論
1973年，在中國國民黨十屆五中全會上，陳立夫建議成立公共電視。十屆五中全會通過決議，成立「改進電視專案小組」，由動員戡亂時期國家安全會議秘書長兼中國國民黨中央常務委員黃少谷擔任召集人；但是由於老三臺主要投資人都是這個專案小組的成員，這個專案小組無法達成使命。1980年，行政院院長孫運璿首度倡議建立公共電視臺。當時臺灣的政治環境，仍然處於戒嚴狀態；而在電視生態方面，交通部嚴格管制無線電波，只允許已經成立的老三臺製播以營利為目的的節目。這樣的歷史背景，決定了公視最初的發展由官方主導。
1990年1月，行政院新聞局成立公共電視建臺籌備工作小組，行政院新聞局副局長廖正豪擔任召集人，行政院新聞局國內新聞處處長吳中立、行政院新聞局廣播電視事業處處長遲琛與廣電基金公共電視節目製播組組長韋光正擔任三位副召集人，下設「立法組」、「規畫組」、「財務組」與「行政組」，行政院新聞局國際新聞處副處長王壽來擔任立法組負責人，行政院新聞局廣播電視事業處編譯張平擔任規畫組負責人，行政院新聞局會計室主任張慶輝擔任財務組負責人，行政院新聞局總務室庶務科科長邱榮金擔任行政組負責人。
1990年5月，依據行政院核定的《公共電視臺籌備委員會設置要點》，中華民國公共電視臺籌備委員會（公視籌委會）成立，設置委員22人，會址設於臺北市中正區忠孝東路一段85號5樓，主管機關為行政院新聞局，預定三年內完成公視建臺；委員包括大眾傳播界人士4人、人文學者3人、藝文界人士（音樂、藝術、舞蹈、文學、戲劇）6人、其他各界人士6人與政府代表3人，名單如下：徐佳士、王洪鈞、楊乃藩、張繼高、陳奇祿、李亦園、張玉法、申學庸、江兆申、葉石濤、余光中、楊萬運、林懷民、宗先、薛毓麒、黃堅厚、楊日然、簡耀輝、毛高文、郭為藩、邵玉銘；陳奇祿擔任主任委員。
廣電基金在公視籌委會成立後，卸下製作公共電視節目的任務。公視籌委會成立後，開始推動《公共電視法》的立法，以及公視建臺的各項準備工作。公視開始定期試播。此時，臺灣社會剛剛解嚴，民主化的浪潮興起，社會運動方興未艾；公共電視的推動，不再由官方單方面主導，民間社會的力量亦開始積極參與。
1993年，行政院將《公共電視法》草案送交立法院審查；同時，一群文化界人士組成公共電視民間籌備會，以彰顯公共電視的民間性格，並針對《公共電視法》提出主張、進行遊說。1993年7月1日，立法院三讀通過《有線電視法》，第44條規定有線電視系統業者「應每年提撥其當年營業額百分之三之金額，其中……百分之一直接撥付公共電視經費使用」。1993年12月，《公共電視法》草案在激烈辯論下通過一讀。1994年8月，《公共電視法》草案進入二讀，但過程並不順利。之後，經過立法院五個會期的討論，仍然無法完成二讀。民間推動公共電視建臺的力量，仍然源源不絕。
1996年9月，一群關心公共電視的學術、文化界人士組成公共媒體催生聯盟，結合各界支持公共電視的力量，促使《公共電視法》通過。1997年4月，由於公視籌備多年，政府已投注大量的人力、物力，卻遲遲不能讓公視建臺，因而出現「終止公視建臺」的主張。公共媒體催生聯盟與公視職工聯誼會結合社會上各種關心公視的力量，發起各項「拯救公視」的活動。
1997年5月31日，經由民間鍥而不捨的遊說及立法院密集的政黨協商，立法院三讀通過《公共電視法》；但是附帶決議，要求公視在2002年7月以前不可製作每日即時新聞。

### 建臺與發展

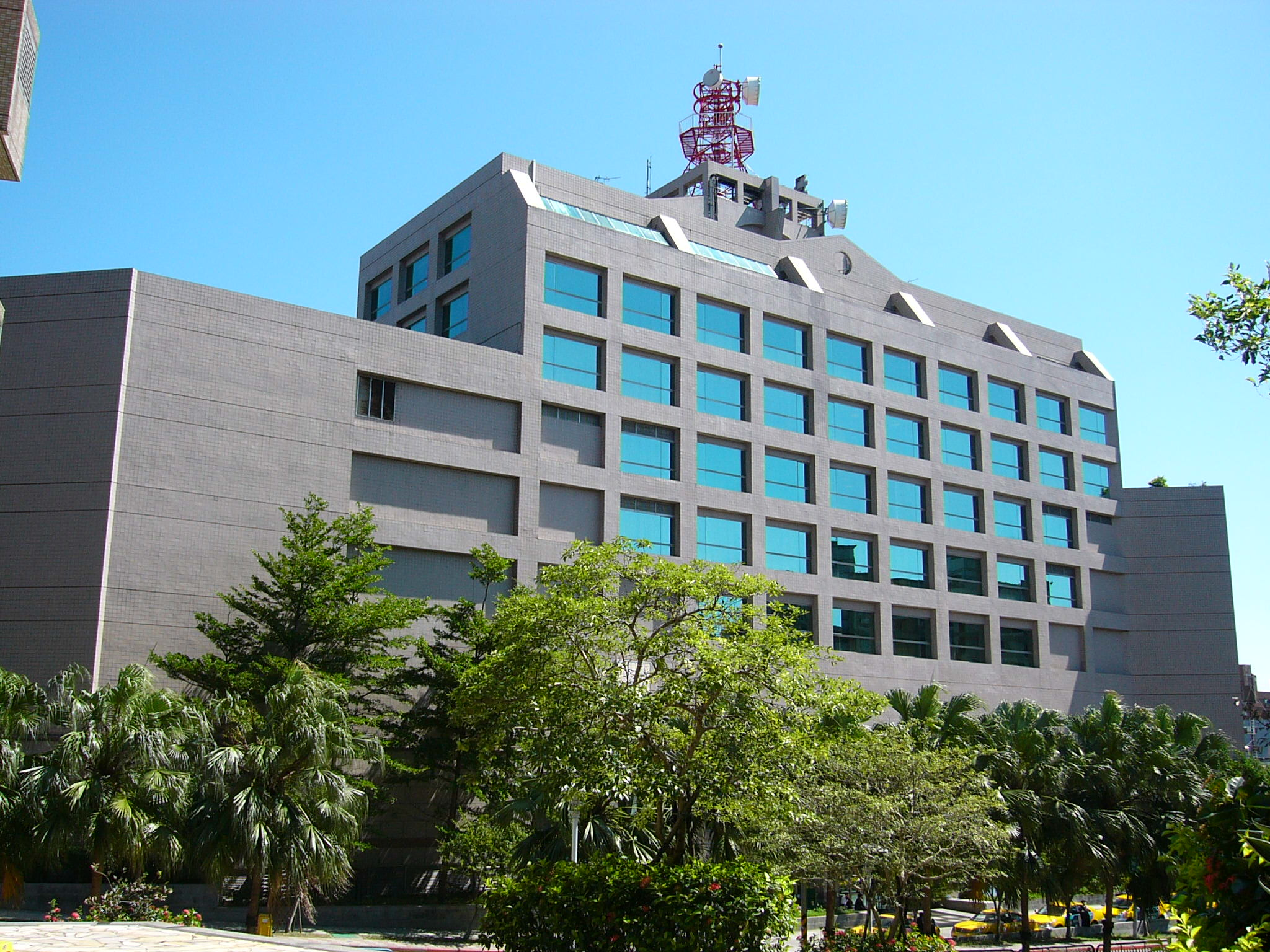
公視A棟大樓
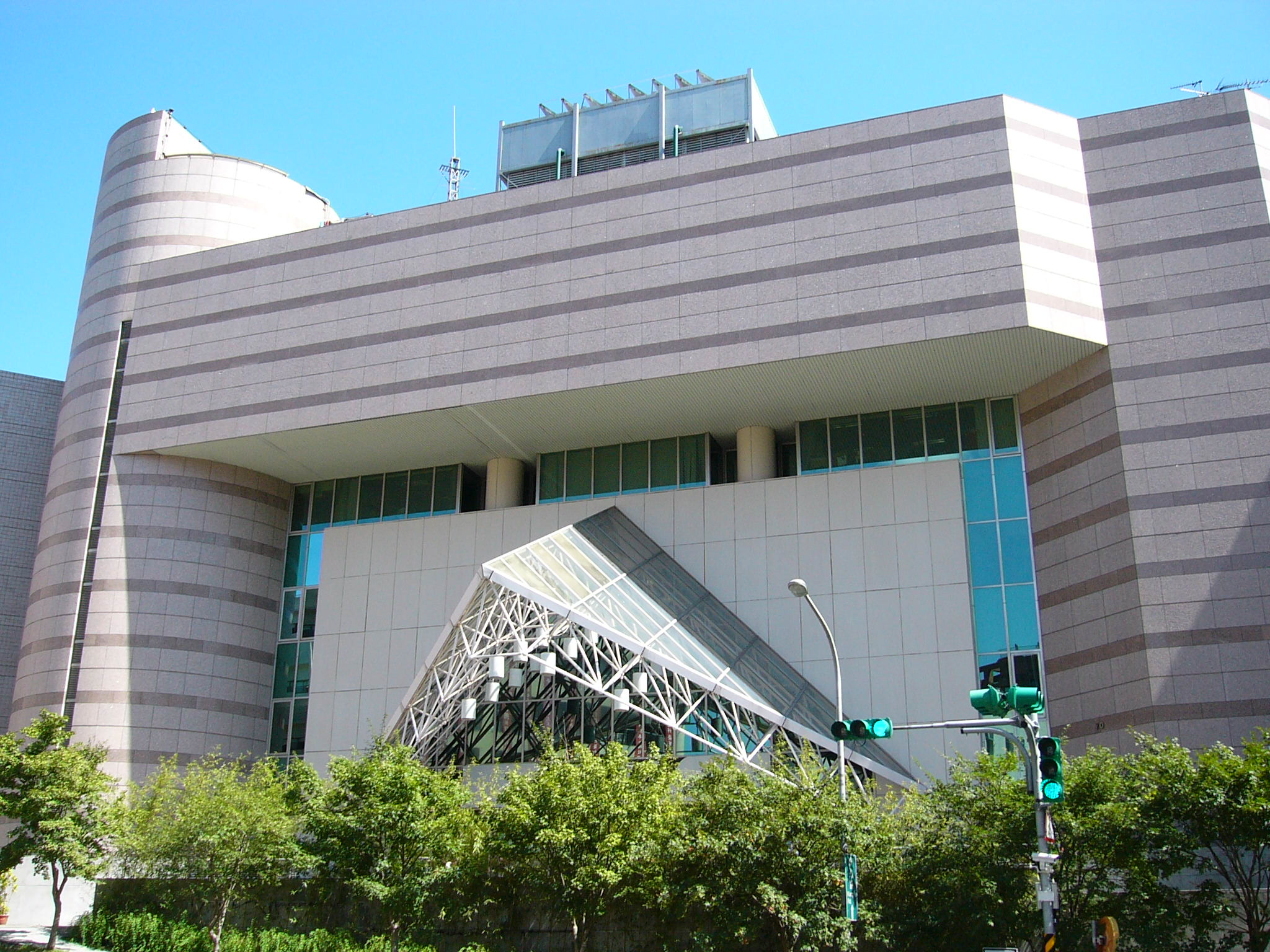
公視B棟大樓
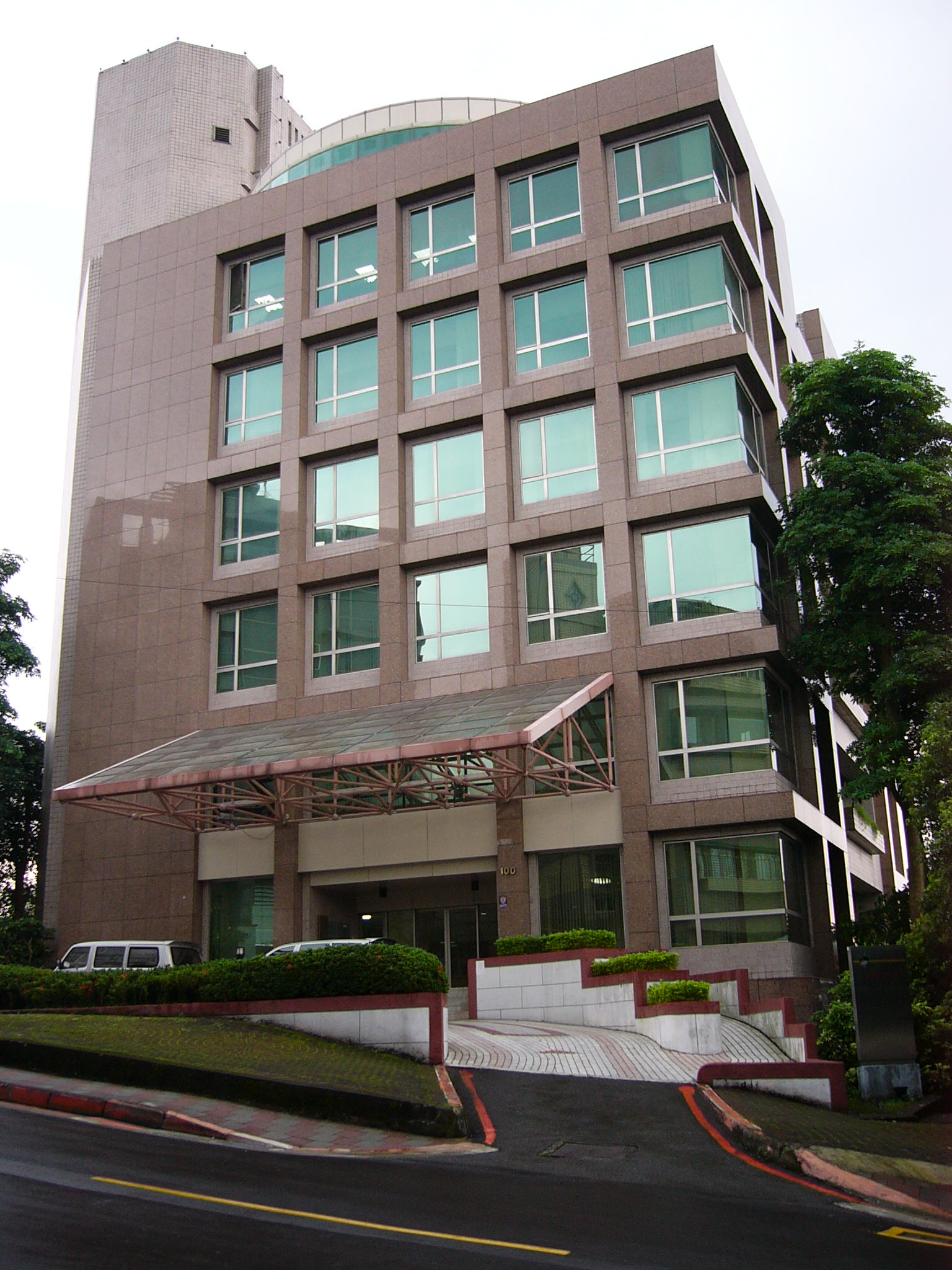
公視C棟大樓
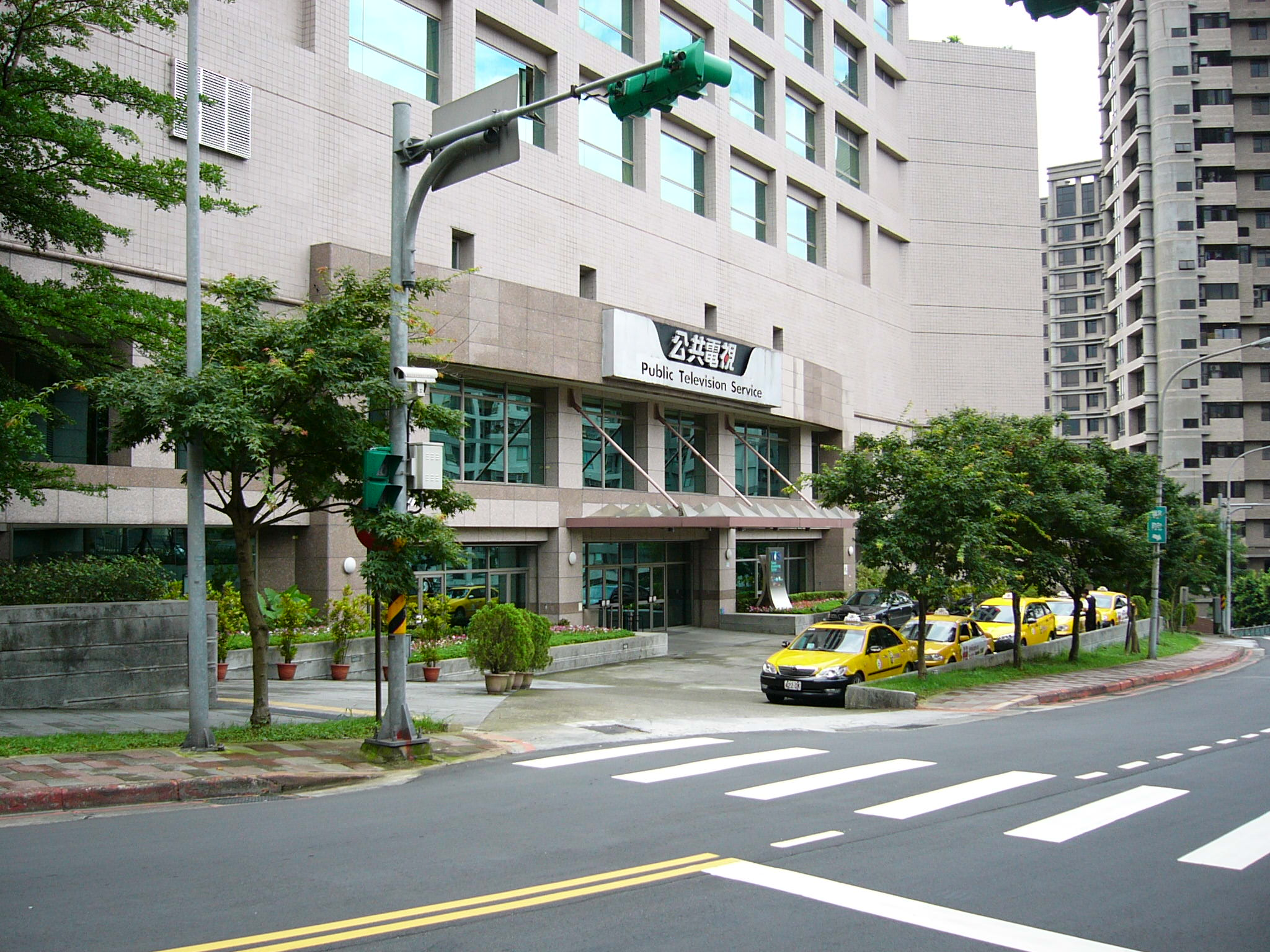
公視A棟大樓大門
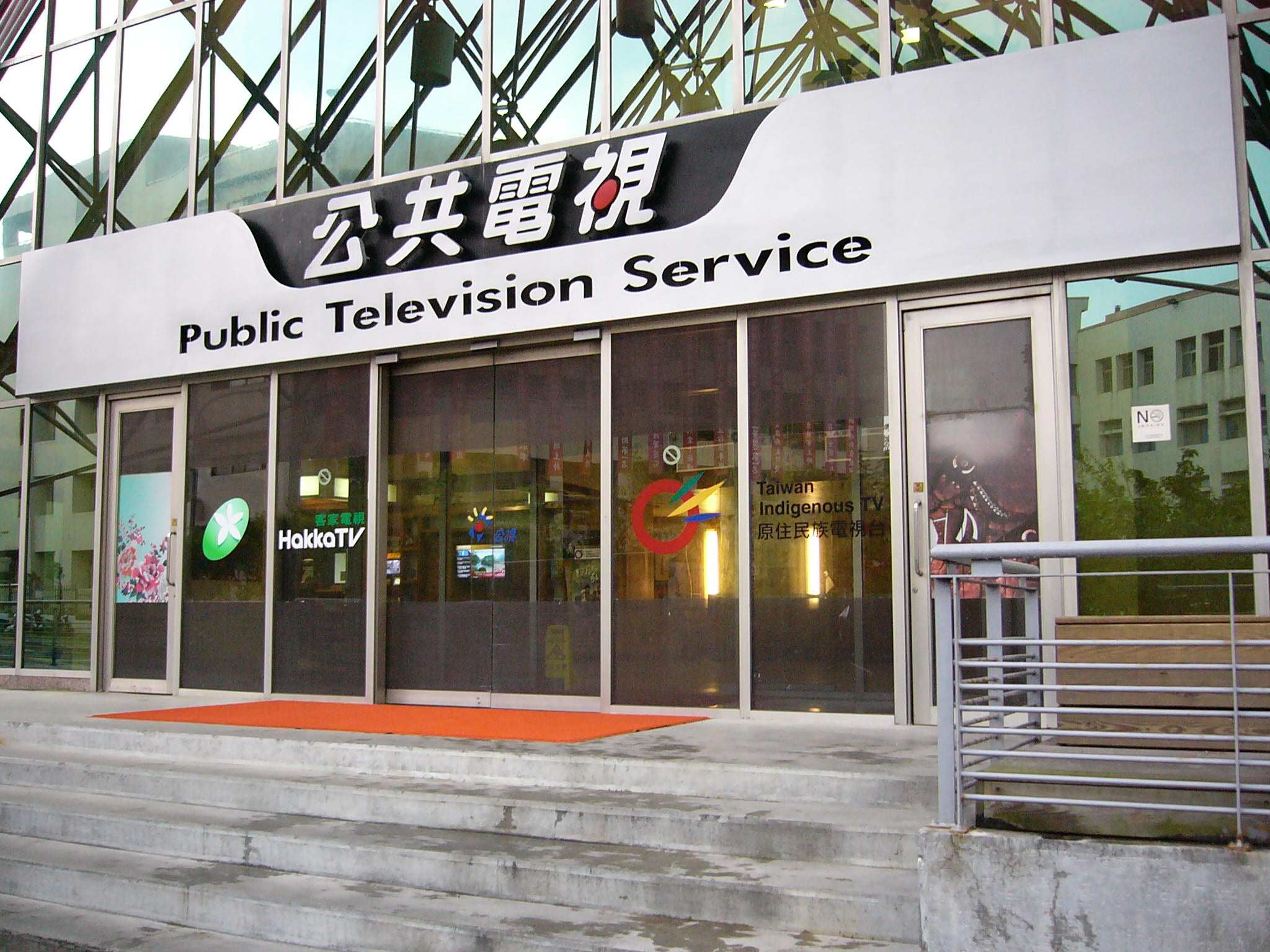
公視B棟大樓大門
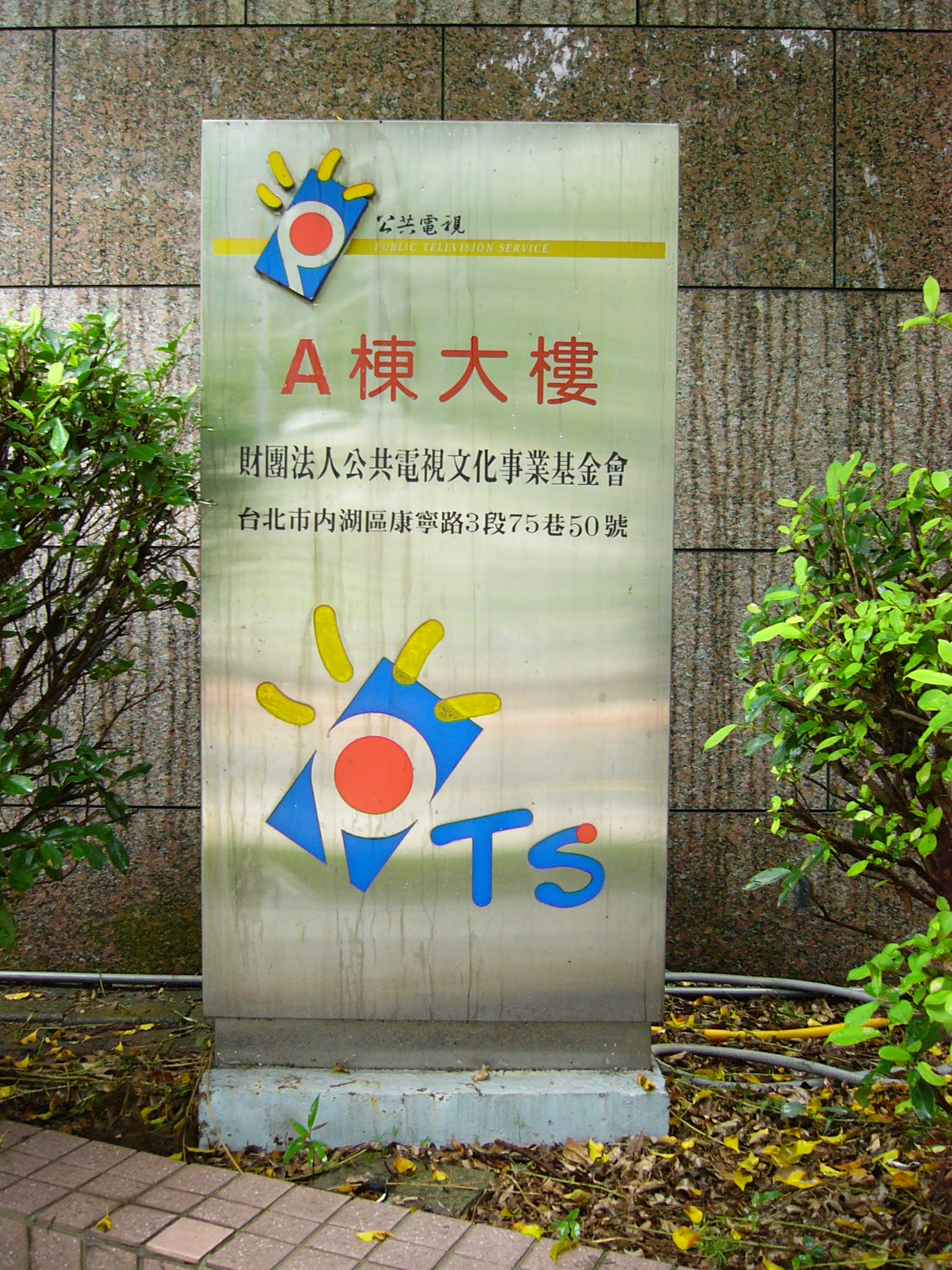
公視A棟大樓標示牌，上端保留公視試播時期標準字
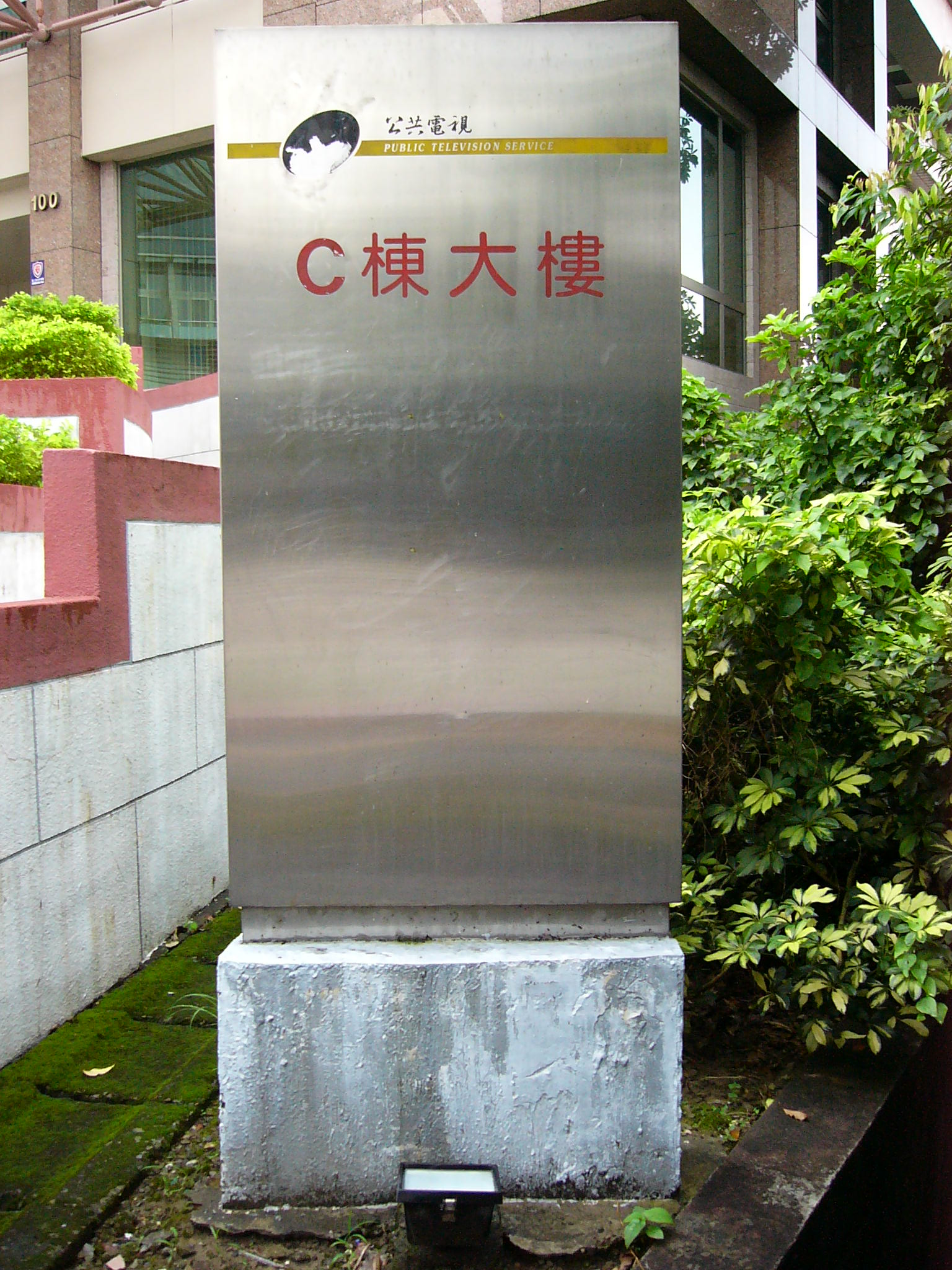
公視C棟大樓標示牌，上端保留公視試播時期標準字

1995年7月3日，公視籌委會開始進行為期兩個星期的內部試播：每天20時至22時，前一個小時播出新聞節目、論壇節目及新聞雜誌節目，後一個小時播出娛樂節目。
1995年7月10日開始第一次試播，每天播出6小時，為期5天。
1995年11月20日開始第二次試播，每天從17時20分起播出至次日凌晨0時止，原預定為期兩個月至1996年1月20日，後因部分轉播站陸續完工，延長試播至1996年2月17日。
1996年11月3日至1997年2月1日進行第三次試播，每天從午間11時55分起播出至次日凌晨0時止。
1997年7月，公共電視過渡時期營運規劃小組成立，負責規劃未來的公視營運計劃。公共電視過渡時期營運規劃小組依據《公共電視法》第一條所揭櫫的公視精神，確認公視的使命在於：維護民眾表達自由及知的權利，提高全民教育和文化水準，並促進民主社會發展，增進公共福祉。
1998年1月，第一屆公視董監事人選（共18人）經立法院推舉的審查委員會審議通過。1998年3月，公視董監事召開第一次會議，選出吳豐山為董事長，賀德芬為常務監事，並指派廖蒼松為總經理，李永得、張光譽、朱全斌為副總經理。 
1998年7月1日，由中華民國政府捐贈基金和公視相關財產的「財團法人公共電視文化事業基金會」正式成立。至此，公視完成長達十八年的建臺歷程，並於同日開播，定頻在有線電視第53頻道。
公視開播當天（1998年7月1日）的節目表：
| 播時間 | 節目名稱             |
| ------ | -------------------- |
| 13:55  | 今日節目預報         |
| 14:00  | 開幕典禮             |
| 15:00  | 特別節目             |
| 15:30  | 舞宴─台灣舞蹈紀事    |
| 16:00  | 失落的記憶           |
| 17:00  | 台灣香火情           |
| 17:30  | 畫說台灣─小猴子      |
| 18:00  | 聽聽看               |
| 18:30  | 最後淨土             |
| 19:00  | 世界公共電視節目大展 |
| 20:00  | 圓桌論壇             |
| 21:00  | 福爾摩沙大地         |
| 21:30  | 大地─𦨭埤之鄉桃園    |
| 22:00  | 大世紀               |
| 22:30  | 無限的生命           |
| 23:00  | 武惡                 |
| 00:30  | 節目預報             |
1998年10月24日至11月16日，公視與《中國時報》、HI-MEDIA、新浪網合作，同步在網際網路上即時轉播九場北、高市長暨原住民立法委員選舉電視辯論會，締造亞洲首次的網路同步直播的政治選舉辯論會。 
1999年5月18日，公視董事會通過總經理廖蒼松請辭案，由執行副總經理李永得代理，同年7月22日，李永得正式升任第二任總經理。
1999年10月20日，日本放送協會（NHK）捐贈阪神大地震一系列精彩影片獨家播映權給公視，讓公視的震災報導進入國際化的全面報導層次，對九二一大地震後的臺灣民眾提供最完整的震災資訊。
1999年11月10日，公視捐贈多項節目做為國內第一所未來小學「健康國小」電視教學教材，為國內媒體教育邁向另一個里程碑。
1999年12月31日至2000年1月1日，公視與全球87國聯播25小時又10分鐘的《2000 Today——迎千禧全球連線》節目，實現「地球村」的理想。
2000年4月，公視董事會通過人事案，由時任香港商讀者文摘臺灣分公司廣告總監楊雪紅出任副總經理。
2000年5月， 針對「公眾近用」理念製作的《大家來開講》、《公民對話錄》等節目正式播出，是第一個提供社會大眾及各群體公平參與及表達意見的媒體頻道，落實「公共電視屬於全民所有」的理念。
2000年7月14日至2000年9月20日，公視於每週五晚間九點到隔日凌晨二點半播出每次長達五個小時的「核四再評估」會議，創下臺灣首次及最長時間全程轉播公共議題的無線電視節目。
2000年10月5日，臺灣檢驗科技（通用檢驗公證集團臺灣分公司）頒發ISO 9002證書給公視。公視成為全臺灣兩千多家申請認證單位中，以零缺點通過驗證屈指可數的單位之一。
2000年10月6日，公視在金鐘獎入圍48個獎項，居各臺之冠，並在26個電視獎中囊括14項大獎。 
2001年7月，公視第二屆董監事順利誕生，吳豐山獲全部出席董事同意，出任第二屆董事長，林筠則獲選常務監事，李永得續任總經理。 
2002年1月29日，公視董事會通過一級主管局部人事調整案，包括研發部主任孫青調升執行副總經理兼企劃部經理；資深研究員林樂群調升新聞部經理；企劃部經理王亞維調任節目部經理；節目部經理李懿文調任研發部主任。公視指出，未來三年的節目政策有三大方向，分別為加強製播新聞節目及紀錄片之品質；提昇節目的人文素養；活潑節目創意表現空間。為配合這些節目政策，迎向另一階段挑戰，因此進行此次一級主管局部調整。
2004年10月21日，公視第三屆董、監事預備會議，選出知名律師陳春山出任公視董事長，同年11月15日，由前台視總經理暨時任中央社社長胡元輝接任第三任總經理，執行副總經理孫青留任，時任民視新聞部副理兼南部中心主任陳申青出任副總經理。
2005年1月1日起，公視定頻在有線電視第13頻道。
2006年7月1日，公視與中華電視公司（簡稱華視）合組成立臺灣公共廣播電視集團（簡稱公廣集團、TBS），成為臺灣第一個公共媒體集團。公視新聞部在華視大樓與華視新聞部共同作業，資源互享、指揮調度分立。  
2007年12月13日，公視基金會舉行第四屆董事會第一次會議，政治大學教育系副教授鄭同僚當選公視基金會董事長，同年12月23日，第四屆第一次臨時董監事聯席會議，通過時任新聞部經理馮賢賢接任公視第四任總經理，自12月25日起生效。
2008年，「全球現場」停播，以「有話好說」節目取代原「全球現場」時段。。  
2011年2月26日，公視基金會第4屆第9次董事會議，決議通過時任中央廣播電台董事長曠湘霞擔任第五任總經理，同年4月24日，第4屆第11次董事會議，陳勝福請辭代理董事長，淡江大學大眾傳播學系教授趙雅麗經票決獲選為本會新任董事長，自5月1日起生效。
2012年6月30日，無線電視數位化後分別定頻於無線電視第26頻道和第30頻道（HiHD）。
2013年6月25日，在文化部舉行第5次審查會，並順利選出4名董事，第5屆公視董事會成立。同年7月29日召開董監事會議，選出第五屆董事長邵玉銘。至此已經確定的第五屆公視董監事名單為：
董事：陳郁秀、吳作樂、鄭自隆、巴奈‧母路、陳以亨、詹宏志、陳信宏（五月天阿信）、曾志朗、邵玉銘、施振榮、姚仁祿、童子賢、陳倩瑜、陳淑麗、侯文詠、姜雪影、鈕承澤
監事：謝穎青、谷玲玲、周玲臺
董事長：邵玉銘。
2014年12月18日，公視第5屆董事會宣布，時任總經理曠湘霞已在2014年12月17日辭去公視總經理一職，其離職原因為「現於階段任務完成之際，為後進提供發揮舞台」，董事會對其請辭表示尊重，並擬轉聘為公視顧問。期間由執行副總經理孫青暫代；直到2015年8月由世新大學廣播電視電影學系副教授暨前台視副總經理丘岳接任第六任總經理，林樂群升任副總經理兼國際部經理，孫青續任執行副總經理。
2016年1月8日，「公視戲劇台」於四季線上影視開播。
2016年6月8日，NCC通過公視頻道換照及營運計劃變更案，自7月6日起原公視HD台改名公視3台，公視主頻、公視2台及客家電視台升級為HD訊號播出。公視成為台灣首家所屬頻道都以HD訊號播出的無線電視台。同時屬原住民族文化事業基金會的原住民族電視臺也自該日起到31日委託公視試播無線電視節目，且客家電視台無線電視部分移至30頻道。
2016年7月19日和8月26日經過二次審查，選出第六屆董事會。並於9月26日選出新任董事長。名單為：
董事長：陳郁秀
董事：吳瑪、邱再興、施振榮、唐美雲、徐仁修、徐瑞希、張玉佩、陳順孝、蔡崇隆、鄭自隆、邱家宜、舒米恩、蔡政良、盧彥芬、羅慧雯、張天立、馮小非。
監事：胡永芬、劉啟群、黃銘輝。
2016年12月2日通過遴聘知名紀錄片導演曹文傑為第七任總經理，並聘任謝翠玉為執行副總經理。 
2017年7月中旬和8月中下旬，公视利用26频道（公视主频道和公视2台所用频道）以及中新二号卫星相应频道进行4K超高清电视试播。
2018年4月，正式開播公視東南亞語新聞，以越南語，泰語和印尼語三種語言開播。並邀請專業泰、印、越編輯和主播來工作。
2018年8月14日至9月1日每週二至週六00:00~02:00，公視利用26頻道（公視主頻道和公視2台所用頻道）以及中新二號衛星相應頻道進行4K超高畫質電視第二次試播。
2018年12月19日，國家通訊傳播委員會第835次委員會議紀錄通過公視營運計劃中「公視2台」變更為「公視台語台」的申請。
2019年7月1日，公視2台更名為公視台語台，有線電視定頻為第14頻道，更名后该台成为台灣第一家標榜完全以台語播出的電視頻道。开播仪式于7月6日进行。
本屆董事會名單為：
- 董事長：胡元輝（中正大學傳播學系教授）

- 董事：王燕杰（員工代表）、舒米恩．魯碧（現任董事，歌手、演員）、徐瑞希（現任董事，社團法人台灣外籍勞動者發展協會理事長）、陳湘琪（北藝大學電影系及劇場設計學系專任副教授）、廖嘉展（財團法人新故鄉文教基金會董事長 ）、盧彥芬（現任董事，財團法人兒童文化藝術基金會執行長）、施振榮（科文双融公司董事長）、孫嘉穗（東華大學民族語言與傳播學系教授）、劉昌德（政大傳播學院新聞系教授）、洪馨蘭（高師大客家文化研究所副教授）、朱國珍（作家，前華視主播）、李志德（鏡週刊文化組副總編輯）、林寬裕（台師大樂活產業高階經理人EMBA兼任助理教授，曾任新北市政府文化局局長）、黃心健（台師大設計學系教授）、黃兆徽（台灣事實查核教育基金會教育總監，前華視新聞部經理）、林耀南（輔大國際創業與經營管理碩士學位學程主任）、王俊博（智冠科技股份有限公司董事長）、郭力昕（政大傳播學院院長）。

本屆監事：劉啟群(常務監事)、黃銘輝、王毓莉、高文宏、馬秀如。
2022年4月1日，聘任楊家富續任副總經理，並自4月21日起兼任新媒體部經理，並督導行政、製作、工程等部門。
2022年7月10日，時任代理總經理徐秋華扶正為總經理，副總經理則由楊家富續任並免兼新媒體部經理。
2022年8月19日，聘任時任LiTV 線上影視營運長暨三立電視前副總經理謝玒玲出任副總經理，新聞部經理則由時任華視新聞資訊台副台長兼Taiwanplus國際影音串流平台顧問暨寰宇新聞台前總監蕭丁毓接任，企劃部經理則由時任副理兼代理經理蘇義雄升任，新媒體部經理則由TVBS技術顧問陳如雲接任，行政部經理則由副理楊嵩生升任，製作部經理則由時任節目部綜合節目組組長黃慧娟接任，研究發展部經理則由時任代理經理暨公視新聞部與新媒體部前經理何國華升任，節目部經理於蓓華、工程部經理蔣偉文、國際部經理郭菀玲、公共服務暨行銷部（公行部）經理胡心平等一級主管則續任。
2022年12月16日，Taiwanplus國際影音串流平台執行長由公視新聞部前副理暨台灣新聞記者協會顧問、時任代理執行長余佳璋升任。
2023年1月1日，新設「數位內容部」，由副總經理謝玒玲兼任數位內容部經理，新媒體部更名為資訊部，廢止國際部編制，研究發展部更名國際暨策略發展部。
2023年2月16日，聘任前台視管理部經理暨前華視財務部副理、行政服務部經理譚志城擔任行政部經理。
2023年5月26日，立法院三讀通過《公共電視法修正草案》；重點包含董監事選任門檻改為2/3、刪除捐贈預算上限及賦予所屬頻道客家電視台和Taiwan+明確法源。
2023年6月15日，聘任前新光金控集團資訊長陳昀利為副總經理。
2023年6月21日，公布修正並實施新的《公共電視法》。
2024年6月20日，通過由新聞部資深製作人屠乃瑋升任新聞部經理。
2024年8月13日，公視3台更名為小公視，由8月13日至8月19日試播，8月20日正式開播。

### 標誌
公共電視標誌（LOGO）的設計者為台灣網路圖文插畫家馬克（李含仁）。

## 節目
公視製播的節目分為新聞、戲劇電影、兒童青少年、文化藝術、生活休閒、紀錄片、社會服務等七大類型。與其他商業媒體相比，公視的綜藝節目較少，絕大多數的節目均帶有社會教育的性質。
卡通動畫的部分基本上也是歸類於兒童青少年的類型，但基於部分動畫的性質不同，故歸類成什麼都不屬於的「第八類型」。

## 旗下頻道

### 現有頻道
- 公視主頻：內容為綜合臺形式，特色是比臺灣其他無線電視臺更重視公共服務節目及弱勢族群（如兒童、老人、原住民、以及需要藉助手語溝通的人等）節目。2016年7月6日於無線電視升級為高畫質播出。
- 公視台語台：為台灣首個全台語公共電視頻道，代表色塊為 ，前身為Dimo TV、公視2台。2016年7月6日於無線電視升級為高畫質播出，2019年7月1日該台更名至今[24]。
- 小公視：為公視的24小時兒少頻道，代表色塊為 。原名HiHD、公視HD台、公視3台。節目內容以體育賽事轉播、動畫、兒少節目為主，2024年8月20日正式開播。
- 客家電視台：為台灣首個全客語電視頻道，於2003年7月開播，2007年改由公視以招標案方式經營。2023年6月21日，公視法修正後，正式成為公視所屬無線電視頻道。
- TaiwanPlus：是台灣首個向國際觀眾宣揚台灣的英語影音新聞和節目的平台，原由中央社經營；2022年8月NCC核准於公視所屬的第26頻道以電視頻道形式開播[25]，同時於有線電視平台上架，9月8日起頻道測試；於10月3日正式開播[26][27]。
- 公視戲劇台：網路頻道，播放公視早期的電視劇、人生劇展，在四季[28]、Litv[29]和Hami Video線上影視播出。

### 數位電視頻率表
| \| 轉播站（臺灣本島九大發射主站台） \| 頻段 \| 呼號 \| 頻道 \| 頻率 \| \| -------------------------------------------------- \| ---- \| ----- \| --------------------------------------------------------------------- \| ----------------------- \| \| 臺北竹子山轉播站（附掛於華視竹子山轉播站中） \| UHF \| - \| 第26頻道（主頻、公視台語台和Taiwan+）、第30頻道（小公視和客家電視台） \| 542-548MHZ、566-572MHZ \| \| 新北萬里轉播站 \| UHF \| - \| 第26頻道（主頻、公視台語台和Taiwan+）、第30頻道（小公視和客家電視台） \| 542-548MHZ、566-572MHZ \| \| 桃園店子湖轉播站（附掛於華視店子湖轉播站中） \| UHF \| - \| 第26頻道（主頻、公視台語台和Taiwan+）、第30頻道（小公視和客家電視台） \| 542-548MHZ、566-572MHZ \| \| 苗栗火炎山轉播站 \| UHF \| BET52 \| 第26頻道（主頻、公視台語台和Taiwan+）、第30頻道（小公視和客家電視台） \| 542-548MHZ、566-572MHZ \| \| 南投鳳鳴轉播站 \| UHF \| - \| 第26頻道（主頻、公視台語台和Taiwan+）、第30頻道（小公視和客家電視台） \| 542-548 MHz、566-572MHZ \| \| 臺南關子嶺枕頭山轉播站（附掛於民視枕頭山轉播站中） \| UHF \| BET53 \| 第26頻道（主頻、公視台語台和Taiwan+）、第30頻道（小公視和客家電視台） \| 542-548 MHz、566-572MHZ \| \| 高雄旗山中寮轉播站 \| UHF \| - \| 第26頻道（主頻、公視台語台和Taiwan+）、第30頻道（小公視和客家電視台） \| 542-548 MHz、566-572MHZ \| \| 宜蘭七星嶺宜蘭轉播站 \| UHF \| BET55 \| 第26頻道（主頻、公視台語台和Taiwan+）、第30頻道（小公視和客家電視台） \| 542-548 MHz、566-572MHZ \| \| 花蓮鯉魚山花蓮轉播站 \| UHF \| BET56 \| 第26頻道（主頻、公視台語台和Taiwan+）、第30頻道（小公視和客家電視台） \| 542-548 MHz、566-572MHZ \| \| 臺東西川山臺東轉播站 \| UHF \| BET57 \| 第26頻道（主頻、公視台語台和Taiwan+）、第30頻道（小公視和客家電視台） \| 542-548 MHz、566-572MHZ \| - 粗體為公視派員管理之轉播站，非粗體轉播站為附掛於其他無線電視台轉播站中。 |      |       |                                                                       |                         |
| 轉播站（臺灣本島九大發射主站台） | 頻段 | 呼號  | 頻道                                                                  | 頻率                    |
| 臺北竹子山轉播站（附掛於華視竹子山轉播站中） | UHF  | -     | 第26頻道（主頻、公視台語台和Taiwan+）、第30頻道（小公視和客家電視台） | 542-548MHZ、566-572MHZ  |
| 新北萬里轉播站 | UHF  | -     | 第26頻道（主頻、公視台語台和Taiwan+）、第30頻道（小公視和客家電視台） | 542-548MHZ、566-572MHZ  |
| 桃園店子湖轉播站（附掛於華視店子湖轉播站中） | UHF  | -     | 第26頻道（主頻、公視台語台和Taiwan+）、第30頻道（小公視和客家電視台） | 542-548MHZ、566-572MHZ  |
| 苗栗火炎山轉播站 | UHF  | BET52 | 第26頻道（主頻、公視台語台和Taiwan+）、第30頻道（小公視和客家電視台） | 542-548MHZ、566-572MHZ  |
| 南投鳳鳴轉播站 | UHF  | -     | 第26頻道（主頻、公視台語台和Taiwan+）、第30頻道（小公視和客家電視台） | 542-548 MHz、566-572MHZ |
| 臺南關子嶺枕頭山轉播站（附掛於民視枕頭山轉播站中） | UHF  | BET53 | 第26頻道（主頻、公視台語台和Taiwan+）、第30頻道（小公視和客家電視台） | 542-548 MHz、566-572MHZ |
| 高雄旗山中寮轉播站 | UHF  | -     | 第26頻道（主頻、公視台語台和Taiwan+）、第30頻道（小公視和客家電視台） | 542-548 MHz、566-572MHZ |
| 宜蘭七星嶺宜蘭轉播站 | UHF  | BET55 | 第26頻道（主頻、公視台語台和Taiwan+）、第30頻道（小公視和客家電視台） | 542-548 MHz、566-572MHZ |
| 花蓮鯉魚山花蓮轉播站 | UHF  | BET56 | 第26頻道（主頻、公視台語台和Taiwan+）、第30頻道（小公視和客家電視台） | 542-548 MHz、566-572MHZ |
| 臺東西川山臺東轉播站 | UHF  | BET57 | 第26頻道（主頻、公視台語台和Taiwan+）、第30頻道（小公視和客家電視台） | 542-548 MHz、566-572MHZ |

## 經費來源
公視第一年得到的政府捐贈為新臺幣12億元。但依據舊《公共電視法》，政府捐贈的金額逐年遞減10%，至第六年以後應為第一年政府編列預算金額的50%；因此，公視自籌款負擔將逐年大幅增加；因公視不能播送商業廣告所以資金壓力成為公視一個高難度的挑戰。為了因應接續而來的數位電視建設經費，2023年6月修法，取消逐年遞減的規定。為避免過於倚賴政府捐贈，以增加公視財務獨立性，公視的經費來源主要有：
1. 企業贊助：由公、私立機構或企業團體提供經費，贊助播出之時段或節目，但不得促銷特定商品或服務，不得與節目題材有任何關聯或暗示，不得參與任何節目製播過程；因此，公視節目能夠獨立自主，避免伴隨經費而來的干預。
2. 個人捐贈：成立「公視之友」會員制度，會員以捐款的方式贊助公視，公視提供適當的回饋給會員。公視舉辦文化、教育、殘障等公益活動時，會邀請會員擔任志工。
3. 其他財源：促銷與公視節目相關之錄影帶、圖書資料、教材及副產品等。公視攝影棚、剪輯、音效等設備，在法規允許的範圍內且行有餘力時，予以出租，供其他傳播公司、大學相關科系付費使用，以合理的租金做為硬體維護費用。

目前，公視年度經費約為新臺幣十四億至十五億元，包括有線廣播電視事業發展基金每年約新臺幣八千萬至九千萬元，以及自籌財源每年約新臺幣四億元。依據公視所出版的《2005公共電視年度報告》，公視2005年度收入為新臺幣1,537,792,432元。

## 數位資料庫
2006年6月30日，立法院通過公共數位廣電服務發展計畫預算新臺幣44億元，分為「HDTV與第二單頻網建置計畫」、「DVB-H/IPDC行動電視與數位廣播計畫」與「數位資料庫計畫」等三個子計畫。2006年7月，公視仿效英國廣播公司（BBC）的「創用典藏」（Creative Archive）計畫（非創用CC授權），推出「影片素材資料庫」，標榜「公視資源，全民共享」，提供各界免費下載使用。影片素材資料庫，經過版權的釐清後，整理出包括植物、宗教、環保、醫學、建築以及民俗藝術等273則影片。這些影片是開放式版權，不過僅限於臺灣地區非營利使用；而且使用者必須標明來源，也不可用在汙衊他人等用途。
2009年4月中，公視引進創用CC作為授權方式，推出「公視創用」，是公視「數位資料庫計畫」的應用服務層之一。任何人皆可透過「公視創用」免費下載公視影片，但僅限非營利性質使用。

## 姊妹臺
基本上，全球各地的公共電視臺都是公視的姊妹臺。

## 近年狀況
2006年7月1日，公視與中華電視公司（簡稱華視）合組臺灣公共廣播電視集團（簡稱公廣集團、TBS），成為臺灣第一個公共媒體集團。公視新聞部在華視大樓與華視新聞部共同作業，資源互享、指揮調度分立。
2007年12月第四屆公視董事會成立，選舉鄭同僚擔任董事長。公視第四屆原有之董監事含虞戡平、陳邦畛（陳板）、朱台翔、黃明川、蘇芊玲、孫大川、彭文正、鄭同僚、陳炳宏、黃世鑫、林筠。此等係依據公視法，根據公視法審議通過，但有學者就此提出質疑
於2008年10月補選盧非易、陳勝福等5名董事進入公視董事會，補選後之第四屆董事共15名。2008年12月，凍結公視97年度預算，並且對於98年度預算施以附加決議，要求未來公視執行任何計畫，必須逐項報請主管機關同意後始能動支。2009年1月1日由民間各界及社會團體發起之「搶救公視、監督國會大遊行」於立法院附近示威，要求依據公視法主管機捐贈公視經費的精神，解凍遭凍結的4.5億預算，並撤銷干預公廣集團運作的附帶決議文（公視、原視、客台、宏觀等頻道年度經費，須附具年度事業計畫及收支預算，報請主管機關核可後始能動支）
2009年 6月通過擴大公視董事席次之公視法修法，公視董事由原先11-15人，大幅增為17-21人，不免受公民各界質疑，政府企圖藉由公視董事席次，掌控公廣集團之經營。2009年7月31日，新聞局召開公視董監事提名審查委員會，增選陳世敏等8名董事，增選後第四屆董事共21名，席次之多，為世界先進國家公共電視董事會之罕見。2009年8月10日公民搶救公視聯盟至監察院檢舉新聞局違法。依公視法規定，增聘董、監事依法應由立法院推舉社會公正人士組成審查委員會審查，但新聞局7月31日所召開的審查委員會，未經立法院推舉，涉嫌違法，監察院應明快處理。2009年8月，引發廣泛民怨的八八水災（莫拉克風災）之後，由政府（2008年10月）補選的盧非易、周建輝等董事，提案改選董事長。經過一番爭論未果，8月17日晚間，增補選之董事主導的董事會，再接再厲仍無結論，於是決定下週再開臨時會。原本一個月一次的董事會，為了改選董事長，變成一週一次。依法公視董事長有任期，除非辭職或出缺，不能改選，當時距離第四屆董事長之任期截止，尚有約一年四個月之久，第四屆董事應於2010年12月3日卸任，每屆任期三年。
2009年12月10日，監察院糾正新聞局（蘇俊賓任職新聞局長期間）操控公視董事選舉，進行公視增補董事的過程中因操作「鑿痕斑斑，紊亂體制，未臻完全合法」，以致陳世敏等8名增選董事資格有瑕疵。公視董事會乃根據監察院糾正書，對國民黨主政增選之8名董事提起假處分，暫停其職權。新聞局不但未回應監察院的糾正，反而突然至公視作財務檢查，威脅解除董事長職務。2010年1月11日陳世敏等8名增選董事被假處分後，盧非易等5名補選董事就開始杯葛董事會，致使董事會連續流會數次。其餘第四屆最初選任之7名董事，諮詢法律意見後引用內政部「議事規範」，即會議被惡意杯葛時，得以1/3成會，逕行開會。新聞局於4月19日乃以人數不足下開會為由，聲請對鄭同僚等7名董事假處分，禁止其行使職權。4月20日士林地院裁定同意並執行新聞局的假處分，凍結董事長鄭同僚等七名董事職權。4月27日，7名遭到假處分的其中6位，出面召開記者會表示提出抗告，其中鄭同僚等4名董事聯署發表公開信，批評新聞局干預公視獨立自主，是想把公視收歸國有，並指出盧非易等5名補選董事，過去四個多月從未出席會議，集體抵制公視董事會運作，新聞局身為主管機關卻隻字未提，並指示盧非易等5名長期未出席董事會之補選董事，「盡速提出恢復董事會運作之方案」。新聞局假處分鄭同僚等7名董事，乃為由盧非易等5名董事接管公視，遂行干預公視獨立自主之目的。四個多月來拒不出席董事會的盧非易等5名董事，在鄭同僚等7名董事受假處分後，於5月12日發新聞稿聲稱已推舉陳勝福為代理董事長。惟推舉代理董事長之舉，並沒有召開董事會，也沒有任何開會紀錄，無法提出其被推舉為代理董事長之合法具體「程序」，公視監事依監督董事會之職權，認定陳勝福的代理董事長不合法，將依法追訴相關法律責任。
2010年5月，鄭同僚等7名董事仍受假處分之時，陳勝福代理董事長期間，陳勝福向法院申請撤回遭鄭同僚董事長提出假處分之陳世敏等8名董事案，6月3日士林地院裁定撤銷。自2008年起，有關公視董事會和新聞局、政府之間的爭議，2010年6月學者為文詳述並評註之 。同年5月，新聞局撤銷對鄭同僚等7名董事之假處分案，7月又再度聲請對鄭同僚等7名董事行假處分案，並聲請撤銷鄭同僚董事及其董事長職務。惟士林地院基於以下理由，於9月10日「駁回」新聞局之聲請。士林地院認為，董事會成員間意見分歧，致公視董事會無法決議之困境，無由歸因於董事長個人；公視董事會未曾認定董事長有不適任之情形，新聞局自不得逕為本件解除董事之聲請。並且，公視基金會基於監察院糾正文對陳世敏等8 名董事聲請假處分，係為避免董事資格適法性有所疑義而為。新聞局縱不贊同公視之法律意見，亦不得據以認董事長有違法情事。99（2010）年間公視所進行之董事會議，乃係為持續進行公視業務所必要，難認董事長有任何違法事由。惟鄭同僚仍受新聞局所提限制行使公視董事職權之假處分，2010年8月30日，因公視代理董事長陳勝福撤銷公視在華視的法人代表，卻又不派駐新董事，陷華視於不安狀態，鄭同僚認為華視董事會已遭政治力干預，主動辭去華視董事長職務。
2010年9月19日，公視召開董事會，會中決議將總經理馮賢賢和執行副總經理鍾裕淵解職，並由行政部經理吳昌融接任。24日馮賢賢於蘋果日報發表文章，並怒告公視，認為公視董事長陳勝福立即違反公視法，侵犯總經理的人事權，直接調動一二級主管等行為，有違公視使命，令人憂心。28日總部設在巴黎的無疆界記者組織（Reporters Without Borders）發表聲明對公視總經理馮賢賢捍衛公共電視獨立自主的支持。2010年12月17日代理董事長陳勝福致函員工表示：「12月3日已經過了，我本來早就 該離開董事長的職位，但在新任董監事遲遲無法產生的情況下，現任的董監事不得不繼續堅守崗位。」在第五屆董事尚未選出的狀況下，公視的董事長仍由陳勝福代理。公視董事會2011年4月24日通過董事長陳勝福請辭案，由董事推舉淡江大學趙雅麗教授出任公視及華視董事長，於5月 1日生效。
2011年12月，仍受新聞局所提假處分限制行使職權的鄭同僚發表聲明，縱使假處分等官司贏了新聞局，也不會重返公視，因第四屆董事任期早已過，並無延任之正當性，他並呼籲目前當權董事主動辭去公視暨華視董事職務。2012年1月18日, 中正大學傳播學者羅世宏和支持媒改的學生和影像工作者，針對公視第四屆董事因朝野黨派鬥爭，延任14個月仍不下臺的問題，到公視大門靜坐抗議。第四屆公視董事會應於2010 年 12 月 3 日任期屆滿，但因政府企圖干預公視運作，以及相關行政部門惡意怠惰，延任至今已超過603天，仍未完成改選。鑑於公視董事會爭議與亂象，紀錄片工作者蔡崇隆發起募款，拍攝《那些年，他們一起搞垮了公共電視！》紀錄片，邀請三位獨立紀錄片導演及支持媒體改革的朋友，成立公視紀錄大隊，展開一項紀錄片拍攝計畫，主題為深入紀錄未來一年公視董事會、行政院新聞局（及承接新聞局業務的文化部）及立法院處理公視議題的相關過程，並開放版權。
2012年5月20日文化部成立，龍應台任部長，承接新聞局時期自蘇俊賓、江啟臣、楊永明局長任內，陸續對鄭同僚等7名董事，提出數項民事訴訟（含解除鄭同僚董事及董事長職務、解除鄭同僚等7名董事職務、聲請對鄭同僚等董事假處分、董事會議無效）。2012年6月5日，前公視總經理馮賢賢遭違法解職一案，高等法院判公視敗訴確定，理由是開會人數不足，違反公視法規定。馮賢賢表示，由這項判決顯見自陳勝福擔任公視代理董事長之後，董事會開會人數都處於不足狀態，相關決議都屬違法。第四屆董事會任期應該2010年12月3日結束，至今十八個月未改選，關鍵在於政黨輪替後，國民黨想調整公視人事，2009年新聞局就試圖透過增補新董事，藉以撤換當時董事長鄭同僚，兩派人馬鬥法，頻頻演出各種假處分戲碼，公視董事會開始空轉，至今已二年半。
2012年6月29日，文化部啟動第五屆董事會改選審查，但相關爭議未曾稍歇。部分審議委員連署聲明新任文化部長龍應台對外表示，行政院提名公視董事名單，事先對外不公布是審議委員會委員的共識時，他們深感詫異與不認同，並指出身為審議委員只能「書面審」，且「書面審」的資料上，沒有法定要求的「政黨註記」，也沒有法定要求的「專業代表均衡」考量，更無被提名人所寫的「公視經營理念」，使審議委員形同負責「背書」。此外，24名被提名董事人選之中，有10人認為審議程序「差別待遇」有嚴重瑕疵，因而在7月11日二度審查前請求除名，造成即使審查會通過其他人選，仍無法達到董事會17人的最低門檻，審查破局再度延後。
2012年7月24日，關於第四屆董事會之爭議，台灣高等法院最新民事裁定（101年度抗更(一)字第7號）指出：原新聞局所提對公視第四屆董事鄭同僚、朱台翔、虞戡平、黃明川、陳邦畛（陳板）、彭文正等六人的假處分原裁定，應予廢棄撤銷。文化部除非有顯著認為判決有不法之處，否則，不得再提抗告。承接新聞局訴訟的文化部再度敗訴。惟前揭數項新聞局提起之訴訟，文化部如欲再行抗告，短期內尚難終審。
2013年6月25日，在文化部舉行第5次審查會，並順利選出4名董事，第5屆公視董事會成立。
7月29日召開董監事會議，選出第五屆董事長邵玉銘。至此已經確定的第五屆公視董監事名單為：
董事：陳郁秀、吳作樂、鄭自隆、巴奈‧母路、陳以亨、詹宏志、陳信宏（五月天阿信）、曾志朗、邵玉銘、施振榮、姚仁祿、童子賢、陳倩瑜、陳淑麗、侯文詠、姜雪影、鈕承澤
監事：謝穎青、谷玲玲、周玲臺
董事長：邵玉銘。
2014年12月18日，公視第5屆董事會宣布，時任總經理曠湘霞已在2014年12月17日辭去公視總經理一職，其離職原因為「現於階段任務完成之際，為後進提供發揮舞台」，董事會對其請辭表示尊重，並擬轉聘為公視顧問。期間由執行副總經理孫青暫代；直到2015年8月由世新大學廣播電視電影學系副教授暨前台視執行副總經理丘岳接任。
2016年1月8日，「公視戲劇台」於四季線上影視開播。
2016年6月8日，NCC通過公視頻道換照及營運計劃變更案，自7月6日起原公視HD台改名公視3台，公視主頻、公視2台及客家電視台升級為HD訊號播出。公視成為台灣首家所屬頻道都以HD訊號播出的無線電視台。同時屬原住民族文化事業基金會的原住民族電視臺也自該日起到31日委託公視試播無線電視節目，且客家電視台無線電視部分移至30頻道。
2016年7月19日和8月26日經過二次審查，選出第六屆董事會。並於9月26日選出新任董事長。名單為：
董事長：陳郁秀
董事：吳瑪 、邱再興、施振榮、唐美雲、徐仁修、徐瑞希、張玉佩、陳順孝、蔡崇隆、鄭自隆、邱家宜、舒米恩、蔡政良、盧彥芬、羅慧雯、張天立、馮小非
監事：胡永芬、劉啟群、黃銘輝
2019年，公視台語台小編在其官方Facebook上對高雄市長韓國瑜過年不在高雄發表評論，引發正反方爭論以及其公共電視之立場之爭議。
2020年7月27日，因籌備國際影音平台事宜，遭外界質疑此案是受政府指示做「大外宣」，後召開臨時董事會討論，激辯後以記名投票方式表決，最後11比4通過。公視總經理曹文傑、執行副總經理謝翠玉為此請辭。新聞部經理蘇啟禎亦為此請辭，惟直至2022年以前仍為新聞部經理。
2022年8月，NCC准許Taiwan+影音平台轉為電視頻道；9月8日起試播。預定10月10日開播。

## 爭議

### 形象過於嚴肅
媒體改造學社認為：「臺灣的公共電視往往給人嚴肅、服務小眾、不易親近的印象；這是因為目前的公視在經費有限的情況下，所作出的節目政策的選擇。事實上，公共電視若有較充裕的經費，一樣能作出叫好叫座，甚至外銷它國的熱門作品。臺灣對公共媒體的想像一直停留在『製作優質、小眾節目』的階段，認為公共電視的節目沒有收視率、不具競爭力；包括前臺視總經理鄭優在內的多個經營者，也擔心公共化後將減少廣告收入。會有這樣的結果，除了內湖公視必須檢討外，目前的《公視法》第一條賦了公視『彌補商業電視之不足』的定位，以及在經費有限的情況下，也限制了公視的節目製作方向。」
台灣媒體觀察教育基金會董事長管中祥則指出：許多人對公視節目的第一印象是「嚴肅」，不論是公視新聞或公視戲劇，公視關注的往往是「嚴肅」主題，或者呈現出「嚴肅」的表現方式；第二印象是小眾服務、弱勢服務，專作商業電視臺不願做或不想做的節目。

### 公正性爭議
公視在與華視合併成公廣集團後，在公廣集團「資源共享」政策之下，公視新聞被批評「華視化」、失去了以往的水準、做不出市場區隔、在專業性與公正性等方面的表現更差了。
2010年，公視董事、東華大學中文系副教授須文蔚表示，公視的政治干預那麼高，要如何排除政黨輪替及董事大幅改組的因素干擾，都要從「法」下手，包括將公視變成類似NCC的獨立單位，簡化提名程序；更重要的是，從吳豐山(第一屆、第二屆董事長)以後的公視董事長都不具媒體專業，公視外行領導內行已長達五年，「到底還要忍受多久？」

### 片庫遭廠商誤刪
2022年3月中旬，公視新聞部、客家電視台及台語台自2017年起至是年1月近42萬份在線數位檔案，被曝光在沒有其他備份的情況下遭維護廠商全數刪除，公共電視文化事業基金會預定於3月24日召開董監事會，要求負責數碼建檔的公視新媒體部提出專案報告檢討該次重大事故。

### 貼文影射在野黨政治人物
公視台語台在臉書上「看面冊學台語」單元中PO出圖卡，疑似暗諷民眾黨主席、台北市長柯文哲在「練痟話」。民眾黨桃園市楊梅區議員參選人張清俊表示，公視在2019年拿了4億元成立台語台，結果這人民的血汗錢，居然成了資助民進黨豢養側翼的經費，「難道網軍就養在公視？」

## 外部連結
- 公視中文官網
- 公視社群/APP （页面存档备份，存于）
- 公視粉絲團的Facebook專頁
- YouTube上的台灣公共電視 網路直播頻道
- 公共電視台的Twitch频道
- 公共電視台的Telegram
- 公共電視台的Instagram帳戶
- 公共電視企業工會的Facebook專頁
- 公視+
- 公視+的Facebook專頁
- 公視英文官網
- YouTube上的PTS Plus頻道